# Estados Unidos en los Juegos Olímpicos de Londres 1908
Estados Unidos estuvo representado en los Juegos Olímpicos de Londres 1908 por un total de 122 deportistas masculinos que compitieron en 10 deportes.
El portador de la bandera en la ceremonia de apertura fue el atleta Ralph Rose.

## Medallistas
El equipo olímpico estadounidense obtuvo las siguientes medallas:
| Nombre                                                                                      | Deporte        | Competición                      |
| ------------------------------------------------------------------------------------------- | -------------- | -------------------------------- |
| Oro                                                                                         |                |                                  |
| Mel Sheppard                                                                                | Atletismo      | 800 m M                          |
| Mel Sheppard                                                                                | Atletismo      | 1500 m M                         |
| Johnny Hayes                                                                                | Atletismo      | Maratón M                        |
| Forrest Smithson                                                                            | Atletismo      | 110 m vallas M                   |
| Charles Bacon                                                                               | Atletismo      | 400 m vallas M                   |
| Nathaniel Cartmell William Hamilton John Taylor Mel Sheppard                                | Atletismo      | Relevo combinado M               |
| Frank Irons                                                                                 | Atletismo      | Salto de longitud M              |
| Harry Porter                                                                                | Atletismo      | Salto de altura M                |
| Edward Cook                                                                                 | Atletismo      | Salto con pértiga M              |
| Alfred Carlton Gilbert                                                                      | Atletismo      | Salto con pértiga M              |
| Ray Ewry                                                                                    | Atletismo      | Salto de longitud sin impulso M  |
| Ray Ewry                                                                                    | Atletismo      | Salto de altura sin impulso M    |
| Ralph Rose                                                                                  | Atletismo      | Peso M                           |
| Martin Sheridan                                                                             | Atletismo      | Disco M                          |
| Martin Sheridan                                                                             | Atletismo      | Disco estilo Griego M            |
| John Flanagan                                                                               | Atletismo      | Martillo M                       |
| Jay Gould II                                                                                | Juego de palma | Individual M                     |
| George Mehnert                                                                              | Lucha libre    | 119 lb (54,0 kg) M               |
| George Dole                                                                                 | Lucha libre    | 133 lb (60,3 kg) M               |
| Charles Daniels                                                                             | Natación       | 100 m libre M                    |
| Charles Benedict Kellogg Casey, Ivan Eastman William Leushner William Martin Charles Winder | Tiro           | Rifle militar por eqs. M         |
| Walter Winans                                                                               | Tiro           | Ciervo móvil (tiro doble) M      |
| Charles Axtell Irving Calkins John Dietz James Gorman                                       | Tiro           | Pistola 50 yardas por eqs. M     |
| Henry Richardson                                                                            | Tiro con arco  | Doble ronda York M               |
| Plata                                                                                       |                |                                  |
| James Rector                                                                                | Atletismo      | 100 m M                          |
| Robert Cloughen                                                                             | Atletismo      | 200 m M                          |
| John Garrels                                                                                | Atletismo      | 110 m vallas M                   |
| Harry Hillman                                                                               | Atletismo      | 400 m vallas M                   |
| George Bonhag John Eisele Herbert Trube                                                     | Atletismo      | 3 millas por eqs. M              |
| Daniel Kelly                                                                                | Atletismo      | Salto de longitud M              |
| John Biller                                                                                 | Atletismo      | Salto de altura sin impulso M    |
| Merritt Giffin                                                                              | Atletismo      | Disco M                          |
| Matt McGrath                                                                                | Atletismo      | Martillo M                       |
| Bill Horr                                                                                   | Atletismo      | Disco estilo Griego M            |
| Kellogg Casey                                                                               | Tiro           | Rifle libre 1000 yardas M        |
| Harry Simon                                                                                 | Tiro           | Rifle en tres posiciones 300 m M |
| Bronce                                                                                      |                |                                  |
| Nathaniel Cartmell                                                                          | Atletismo      | 200 m M                          |
| Joseph Forshaw                                                                              | Atletismo      | Maratón M                        |
| Arthur Shaw                                                                                 | Atletismo      | 110 m vallas M                   |
| John Eisele                                                                                 | Atletismo      | 3200 m obstáculos M              |
| Clare Jacobs                                                                                | Atletismo      | Salto con pértiga M              |
| John Garrels                                                                                | Atletismo      | Peso M                           |
| Bill Horr                                                                                   | Atletismo      | Disco M                          |
| Martin Sheridan                                                                             | Atletismo      | Salto de longitud sin impulso M  |
| Charles Daniels Leo Goodwin Harry Hebner Leslie Rich                                        | Natación       | 4 × 200 m libre M                |
| George Gaidzik                                                                              | Saltos         | Trampolín 3 m M                  |
| James Gorman                                                                                | Tiro           | Pistola 50 yardas ind. M         |